# 徐萌山
徐萌山（1925年—1999年10月2日），台湾云林人，中国政治人物，曾任台湾民主自治同盟总部秘书长、全国政协委员。

## 生平
徐萌山毕业于上海国立暨南大学。在校期间，他曾任暨南大学台湾同学会主席，上海台湾同乡会理事。1947年，徐萌山加入中国共产党。在台湾二二八事件时，徐萌山曾在上海参加上海六团体声援会。1948年，他进入华中解放区，在中共华中工委党校、中央团校学习。1949年，他加入台湾民主自治同盟。中华人民共和国成立后，他曾任上海市侨联副秘书长，全国青联执行委员等职务。1952年到1987年，他任台湾民主自治同盟总部第一至三届秘书长。1992年11月，他担任台盟中央评议委员会副主席。他是第三至八届全国政协委员。 

## 家庭
- 兄弟：徐屏山、徐蕴山